# Parafia Bożego Ciała w Pręgowie
Parafia Bożego Ciała w Pręgowie – parafia rzymskokatolicka z siedzibą w Pręgowie, znajdująca się w archidiecezji gdańskiej, w dekanacie Kolbudy.